# Helianthemum carolinianum
Helianthemum carolinianum là một loài thực vật có hoa trong họ Nham mân khôi. Loài này được (Walter) Michx. mô tả khoa học đầu tiên năm 1803.